# 特恩派克海崖
80°44′S 30°4′W / 80.733°S 30.067°W
特恩派克海崖（英語：Turnpike Bluff）是南極洲的海崖，位於科茨地，處於霍馬德山西南面9公里，屬於沙克爾頓山脈的一部分，在1957年由英聯邦探險隊繪入地圖，現時由南極條約體系管理。